# Dori Ghezzi
Dori Ghezzi (Lentate sul Seveso, 30 de março de 1946) é uma cantora italiana.
Juntamente com Wesley Johnson (Wess), representou a Itália no Festival Eurovisão da Canção 1975, ficando em terceiro lugar com a canção Era.